# Río Torina
El río Torina es un curso fluvial de Cantabria (España) perteneciente a la cuenca hidrográfica del Saja-Besaya. Tiene una longitud de 12,3 kilómetros, con una pendiente media de 9,2º. Forma la subcuenca hidrográfica del Torina, con una extensión de 26,8 km².

## Curso
Nace en el pico Jano (1288 m s. n. m.), reteniéndose sus aguas a los pies de la montaña en el embalse de Alsa Torina (o embalse de Torina), cuyos primeros saltos existían ya en 1921. Entre el embalse y Bárcena de Pie de Concha se desarrolla la garganta del Torina, un estrecho barranco por el que pasa el río antes de desembocar en el Besaya; antes de Bárcena de Pie de Concha se aprovecha otro gran salto construido, el de Aguayo o Montejo, para uso hidroeléctrico, iniciado en 1978 y terminados en 1983-1984.